# Bukevje (Orle)
 Bukevje  falu Horvátországban Zágráb megyében. Közigazgatásilag Orle községhez tartozik.

## Fekvése
Zágráb központjától 20 km-re délkeletre, községközpontjától 5 km-re északnyugatra a Száva jobb partján fekszik.

## Története
A települést 1577-ben "Bwkewye" néven említik először. 1783-ban az első katonai felmérés térképén „Dorf Bukevie” néven szerepel. Bukevje plébániáját 1798-ban alapították, templomát 1870-ben építették. A község többi plébániájához hasonlóan itt is körmenetet tartanak a védőszent, Szent Antal ünnepén. 1857-ben 573, 1910-ben 829 lakosa volt. Trianon előtt Zágráb vármegye Nagygoricai járásához tartozott. 1996-ban az újonnan alapított Orle községhez csatolták. 2001-ben a falunak 418 lakosa volt.

## Kultúra
A település művészeti együttesét a "Slavuj" népi együttest még az 1930-as években alapították. Sokáig nem működött, de a falu népi hagyományokat kedvelői 1997-ben újraalapították és ma már mintegy ötven tagja van, köztük a népi zenekar, az énekegyüttes és a templomi kórus tagjai.

## Lakosság
| Lakosság változása | Lakosság változása | Lakosság változása | Lakosság változása | Lakosság változása | Lakosság változása | Lakosság változása | Lakosság változása | Lakosság változása | Lakosság változása | Lakosság változása | Lakosság változása | Lakosság változása | Lakosság változása | Lakosság változása |
| ------------------ | ------------------ | ------------------ | ------------------ | ------------------ | ------------------ | ------------------ | ------------------ | ------------------ | ------------------ | ------------------ | ------------------ | ------------------ | ------------------ | ------------------ |
| 1857               | 1869               | 1880               | 1890               | 1900               | 1910               | 1921               | 1931               | 1948               | 1953               | 1961               | 1971               | 1981               | 1991               | 2001               |
| 573                | 620                | 670                | 789                | 856                | 829                | 816                | 708                | 585                | 561                | 524                | 442                | 420                | 404                | 418                |

## Nevezetességei
- Páduai Szent Antal tiszteletére szentelt plébániatemploma[4] 1870-ben épült historizáló stílusban. A Szent Antalt ábrázoló főoltáron kívül még két mellékoltára van a szentmise felajánlás és Szent Flórián tiszteletére. A templom eredeti toronysisakja megsemmisült a második világháborúban.
- A Zlatarić és Pintar család kúriája.